# Český svaz chovatelů
Český svaz chovatelů, z.s. (zkráceně ČSCH), známý také pod dřívějším názvem Český svaz chovatelů drobného zvířectva, je spolek podle zákona č. 89/2012 Sb., občanský zákoník, jako samosprávný a dobrovolný svazek členů. Právně navazuje na organizace se stejným nebo podobným jménem vzniklé podle předchozích právních úprav (naposledy občanské sdružení podle zákona č. 83/1990 Sb., o sdružování občanů). Sídlo hlavního spolku ČSCH je v Praze-Kobylisích.

## Předchůdci
První větší zájmový spolek tohoto typu, jenž doznal delšího trvání a měl své pokračovatele, vznikl v Československu v roce 1930, a to v Praze. Jeho název byl "Klub pěstitelů exotického ptactva". Navázal na vskutku bohatou tradici v chovatelství, jež se u nás těšilo značné oblibě už ve druhé polovině 19. století. (Různé menší a středně velké chovatelské spolky, především chovatelů králíků, holubů, drůbeže a harckých kanárů, byly zakládány ve městech a na venkově. Jejich členy byli mnozí ctihodní a vážení občané, mnohdy významné osobnosti.) Od roku 1946 chovatelská organizace, sdružující tehdy nejenom chovatele ptactva, vystupovala pod názvem "Jednota chovatelů drobného hospodářského zvířectva". V roce 1957 byla tato organizace řádně registrována pod názvem "Československý svaz chovatelů drobného hospodářského zvířectva". V roce 1970 se organizace přejmenovala na "Český svaz chovatelů drobného zvířectva". Další změna názvu byla učiněna v roce 1980, a to na "ČESKÝ SVAZ CHOVATELŮ" (oficiální zkratka ČSCH), název je užíván dodnes.
Český svaz chovatelů je členem mezinárodních chovatelských organizací; členové ČSCH vystavují svoje zvířata na různých evropských či světových výstavách. (V listopadu roku 2018 se zúčastnili 29. evropské výstavy drobného zvířectva, konané v Dánsku ve městě Herning. Čeští chovatelé skvěle reprezentují ČSCH a Českou republiku například na Světových šampionátech exotického ptactva.)
Rok 2017 byl pro ČSCH obzvláště významný - prostory Senátu Parlamentu České republiky se v květnu staly místem konání slavnostního zasedání k 60. výročí založení jednotného chovatelského svazu.

## Organizační struktura
V čele Českého svazu chovatelů je Ústřední výkonný výbor ČSCH (ÚVV ČSCH), kontrolu provádí Ústřední kontrolní komise ČSCH (ÚKK ČSCH). Hlavní spolek má sídlo v Praze-Kobylisích. Nižšími články (pobočnými spolky) Českého svazu chovatelů jsou krajské a okresní organizace, jsou zřízeny v krajích a okresech České republiky. I na této úrovni jsou v jejich čele výbory a kontrolní komise. Nejnižším článkem jsou pak jednotlivé základní organizace (ZO) zřízené ve městech a obcích. Dále je organizace členěna do desítek klubů podle druhu zvířat.

## Náplň činnosti

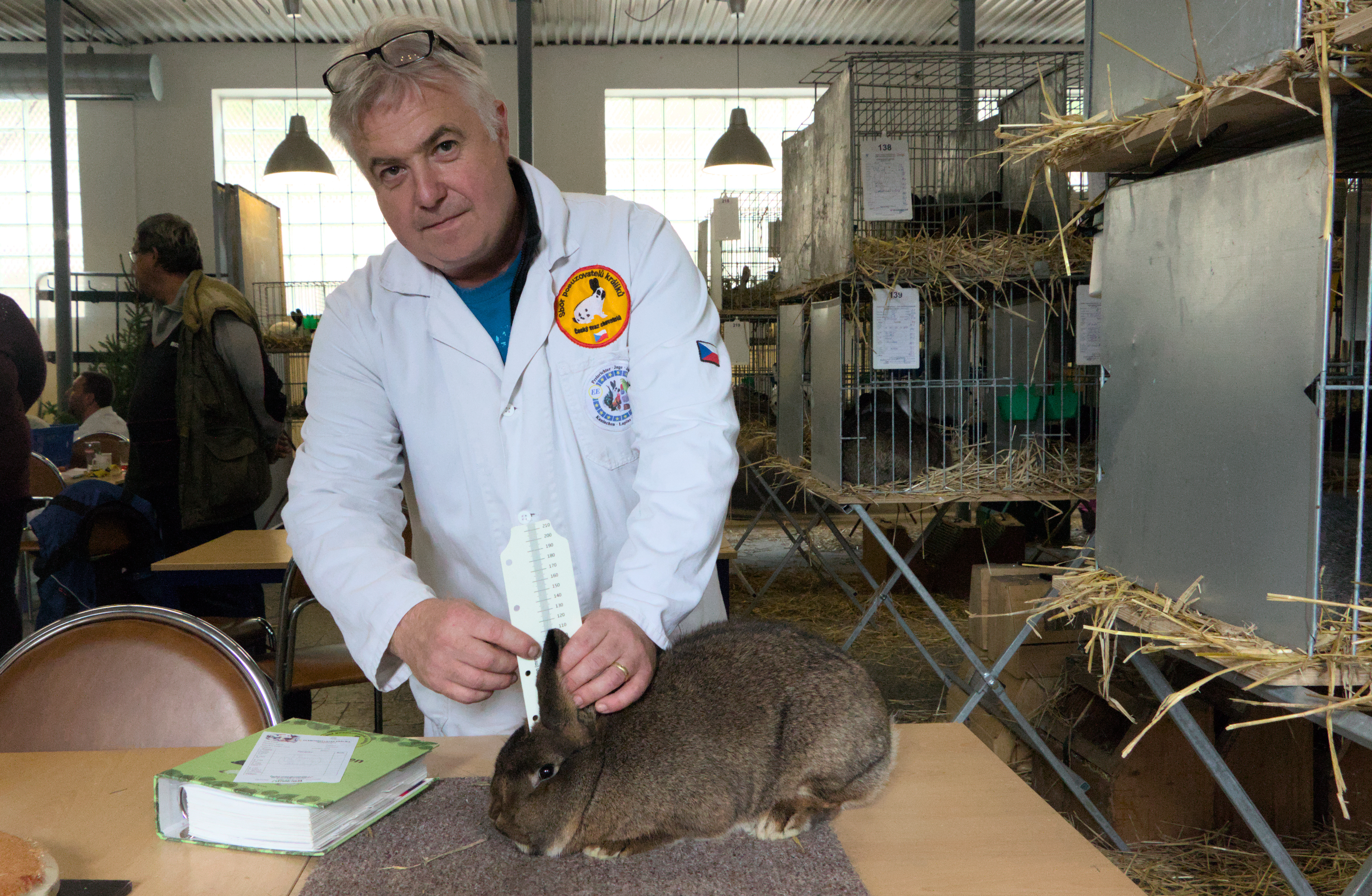
Hodnotitel Tomáš Červninka na výstavě králíků, drůbeže a holubů ve Velké Chuchli pořádané Českým svazem chovatelů – základní organizací Velká Chuchle

Český svaz chovatelů sdružuje chovatele králíků, drůbeže, holubů, zpěvných (harckých) kanárů, okrasného ptactva, hlodavců, koček a kožešinových zvířat. Tento zájmový spolek chovatele nejenom sdružuje, ale také rozvíjí jejich znalosti - vydává pro ně odborné časopisy, pořádá výstavy a soutěže, proškoluje posuzovatele (hodnotitele) zvířat a intenzívně se podílí na výchově mladé chovatelské generace.
Členové Českého svazu chovatelů rovněž udržují genetické zdroje (původní národní plemena) králíků a drůbeže; tyto chovy jsou podporovány Ministerstvem zemědělství České republiky. V oblasti genetických zdrojů spolupracuje Český svaz chovatelů také s Výzkumným ústavem živočišné výroby, v.v.i. v Praze-Uhříněvsi a rovněž se státním podnikem Mezinárodní testování drůbeže v Ústrašicích.
V letech 1998 a 2004 pořádal Český svaz chovatelů, mimo jiné, Evropskou výstavu drobného zvířectva. V letech 2000 a 2014 uspořádal Světovou výstavu koček. V roce 2022 se konal již 86. ročník Mezinárodní mistrovské soutěže ve zpěvu harckých kanárů, což je drobnochovatelská soutěž s nejdelší tradicí nejenom v České republice (rekord je zaznamenán v České knize rekordů vedené pelhřimovskou Agenturou Dobrý den, s.r.o.). Ta samá soutěž nese prvenství i v rámci evropských chovatelských klání. U harckých kanárů je velmi zajímavá i jejich historie a dřívější využití v hornictví pro indikaci důlních plynů. 